# Boczki (gmina)
Boczki (od 1868 Leśmierz) – dawna gmina wiejska istniejąca do 1868 roku w guberni kaliskiej. Siedzibą władz gminy były Boczki.
Za Królestwa Polskiego gmina Boczki należała do powiatu łęczyckiego w guberni kaliskiej. W  1868 roku jednostkę przemianowano na gminę Leśmierz.